# 베를린 보이셀슈트라세역
베를린 보이셀슈트라세역(Bahnhof Berlin Beusselstraße)은 베를린 미테구 모아비트에 있는 베를린 순환선의 철도역이다. 역사는 보이셀교(Beusselbrücke) 아래에 위치해 있으며, 보이셀슈트라세와 순환선이 교차하는 지점에 있다.

## 역사

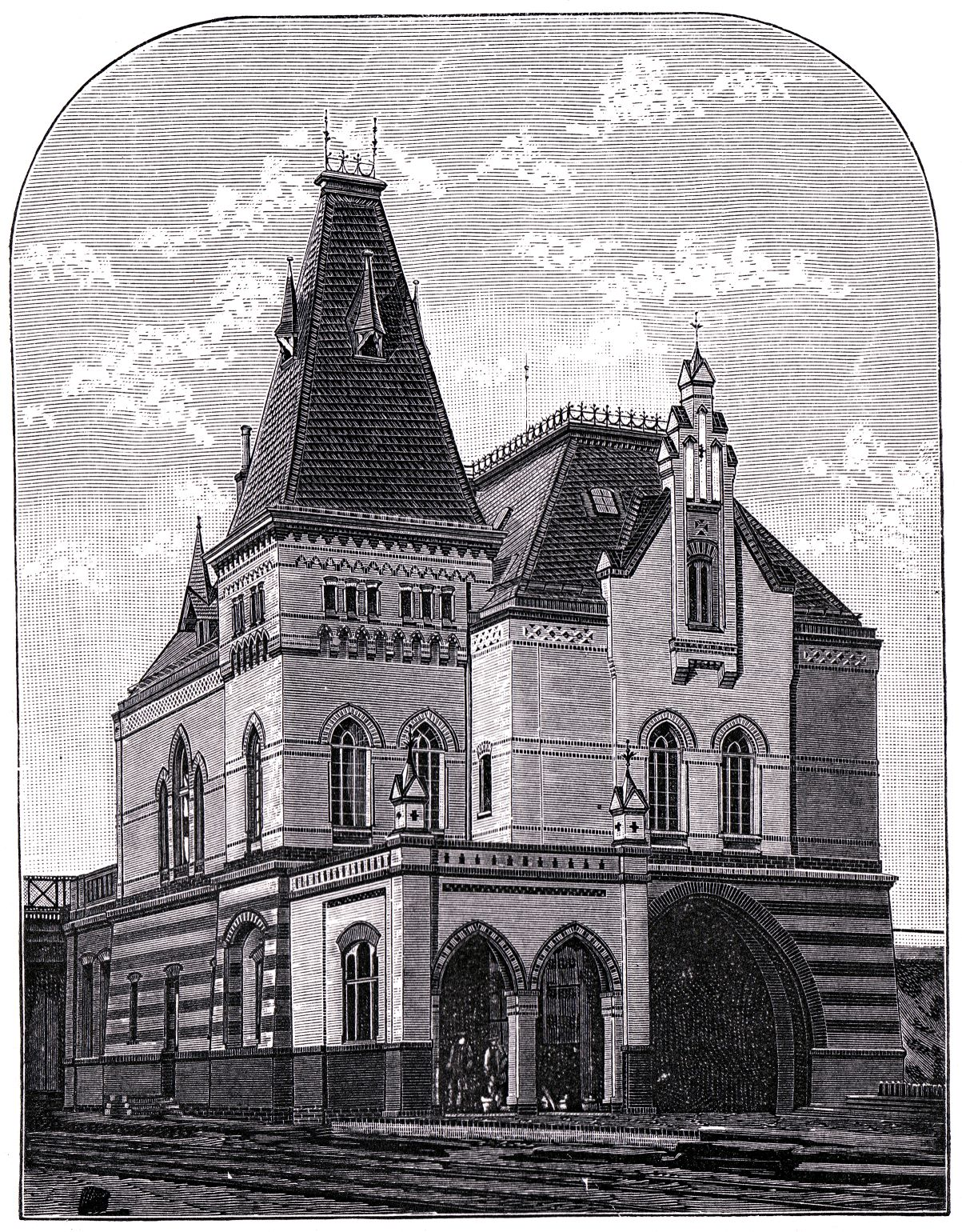
역 대합실, 1894년

순환선이 개통하기 전인 1872년 1월 1일에 현재의 보이셀슈트라세역 동쪽에 베를린 모아비트역이 있었다. 이 역에서 베를린 연결선이 시작했고 베를린 순환선의 기점으로도 오늘날까지 사용 중이다. 교통 수요가 증가하면서 1890년대에 역이 개축 공사를 거쳤고, 여객과 화물 영업이 분리되었다. 1894년 5월 1일에는 여객 영업이 보이셀슈트라세역으로 분리되었고 모아비트역은 화물 전용역이 되었다.

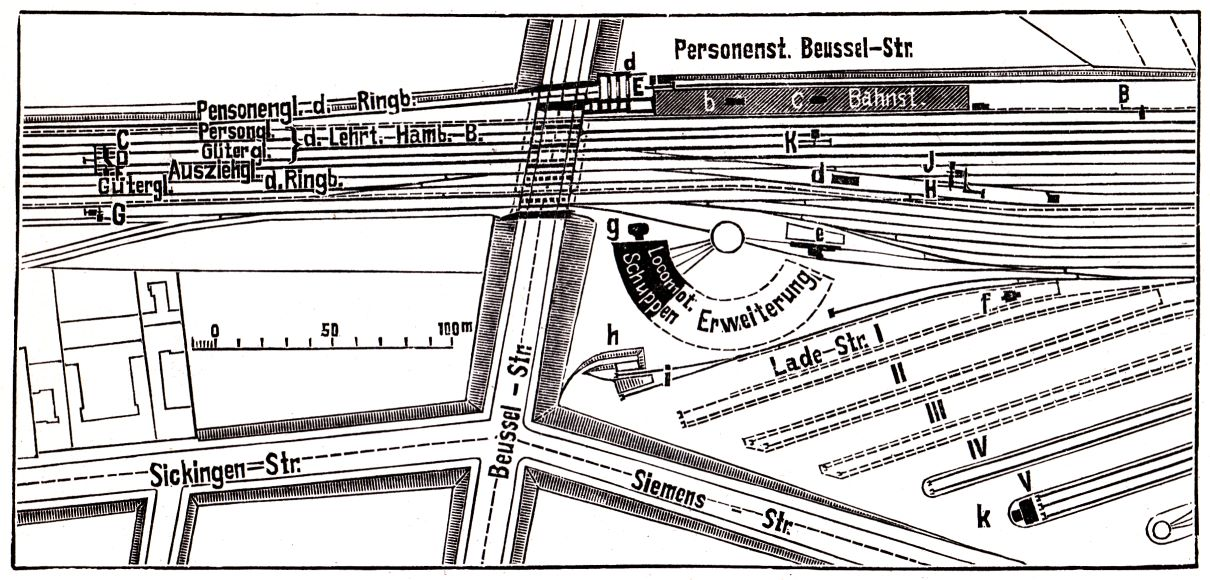
배선도, 1894년

보이셀슈트라세역의 시설은 당시 순환선의 역과 비슷하게 건설되었다. 섬식 승강장 1면과 출구 2곳이 개설되었다. 한 쪽 출입구는 승강장 끝에서 보이셀교와 연결되었고, 다른 쪽 출입구는 승강장 중앙에서 도로의 반대편 쪽으로 연결되었다. 천장으로는 간단한 철제 구조물이 건설되었다. 대합실은 네오고딕 양식으로 교량 옆에 건설되었다. 개통 초기에는 증기 기관차 견인 열차가 운행했으며, 베를린 근교선의 전철화 시기인 1929년 2월 1일부터 ET 165형 전동차가 운행하기 시작했다.
1930년대에는 세계수도 게르마니아 계획에 따라서 북부 순환선의 개축공사가 계획되었다. 순환선 북쪽에서 복복선의 외선으로 진행되었던 근교선 교통이 내선으로 변경될 예정이었고, 현재의 베를린 베스트하펜역과 베를린 베딩역 사이에 건설될 예정이었던 새로운 베를린 북역과 지멘스슈타트퓌르스텐브룬역 사이에는 장거리 S반(Fern-S-Bahn)이 운행할 예정이었다. 근교선 북쪽에는 베스트하펜 근처에 있었던 베를린 도매시장(Berliner Großmarkt)으로 물자를 조달하기 위한 화물역이 다시 설치될 예정이었다. 제2차 세계 대전으로 인하여 계획은 진행되지 않았다. 전쟁 시기 연합군의 베를린 폭격으로 역 대합실 건물이 파괴되었다. 1962년에는 파괴된 대합실이 철거되고 단순한 출입구 구조물로 대체되었다.

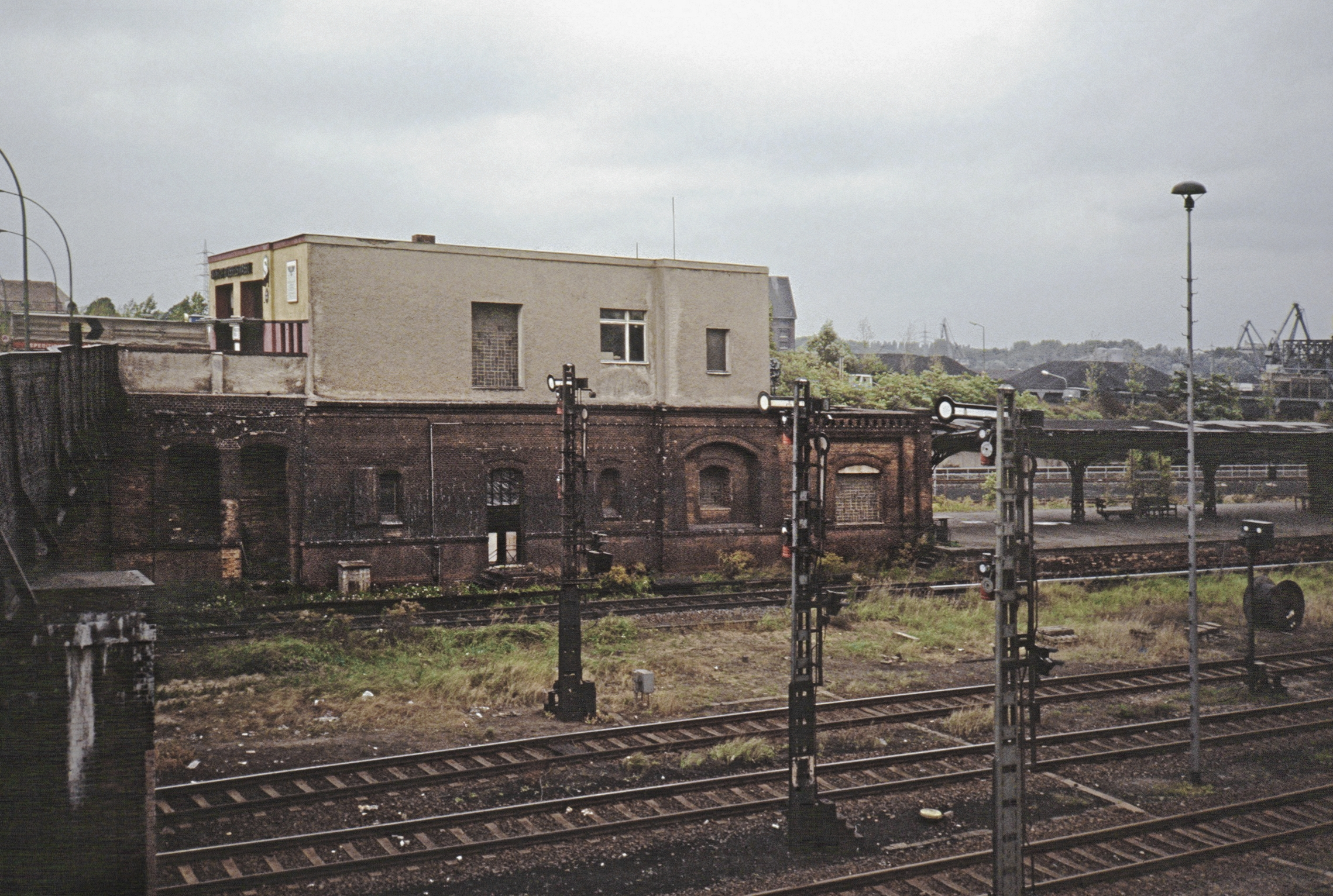
출입구와 승강장, 1988년

1970년대에는 슈판다우역 및 가르텐펠트역에서 온 열차의 종착역으로 기능했다. 베를린 융페른하이데역의 승강장 일부가 폐쇄되면서 열차 종착 기능을 잃어버려서 회차 목적으로 보이셀슈트라세역까지 열차가 와야 했다. 1980년 9월 17일 서베를린 S반의 파업으로 인하여 열차 운행이 중단되었다. 1984년에는 베를린 대중교통 승객 협회 IGEB(1980년 설립)가 대합실 건물에 입주하여 사무소를 개소했다. 4년 후 보이셀교 확장 공사로 대합실 철거가 예정되어서 협회 사무실이 철수해야 했다. 이 시기에 승강장 대부분이 철거되었고, 1991년에는 일부만이 남아 있었다.

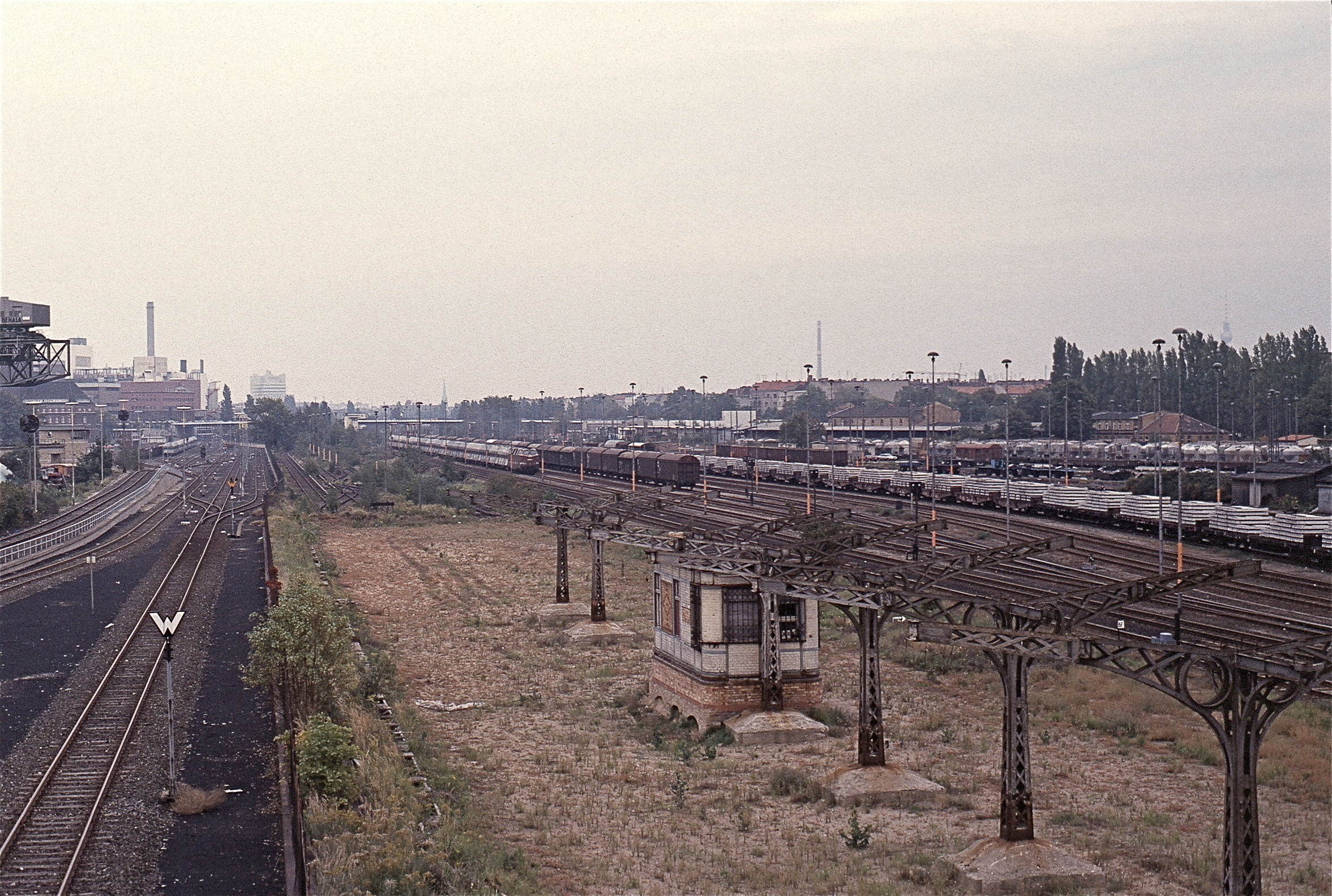
일부 철거된 승강장, 1992년

베를린 순환선 북부 구간 복구 시 그 때까지 철거되지 않았던 기둥을 새로운 역에서 계속 사용할 예정이었다. 그러나 새로운 승강장이 보이셀교 양쪽으로 출입구를 개설하기 위해서 보이셀교 방면으로 이설되어야 했기 때문에 구 역사는 완전히 철거되어야 했다. 융페른하이데-보이셀슈트라세 구간은 1999년 12월 19일에 개통했으며 당시 베를린 시장 에버하르트 디프겐이 개통식에 참석했다.
1인 승무를 위한 ZAT-FM이 설치되어 있다.
2010년대 중반에는 승강장 동쪽으로 인상선 2선이 설치될 예정이었으나, 2023년 현재까지 진행되지 않았다. 1999년 재개업 당시 승강장 서쪽으로 건넘선이 설치되어 있었다.

## 인접 철도역
베를린 버스 106, 123번과 환승 가능하다. S46 노선은 주말에만 운행한다.
| 베를린 S반                   | 베를린 S반 | 베를린 S반                              |
| ---------------------------- | ---------- | --------------------------------------- |
| 융페른하이데 반시계방향 순환 | S41 · S42  | 베스트하펜 시계방향 순환                |
| 베스트하펜 게준트브루넨 방면 | S46        | 융페른하이데 쾨니히스 부스터하우젠 방면 |

## 참고 문헌
- Berliner S-Bahn Museum, 편집. (2002). 《Strecke ohne Ende. Die Berliner Ringbahn》. Berlin: Verlag GVE. ISBN 3-89218-074-1.
- Alfred Gottwaldt: Gedenkort Güterbahnhof Moabit. Hentrich & Hentrich, Berlin 2014, ISBN 978-3-95565-054-4.